# 薛同術
薛同術（1525年—1597年），字希仁，號樂山，陝西西安府同州韓城縣人，明朝政治人物。

## 生平
薛同術是嘉靖三十七年（1558年）的舉人第六十五名，授夏津教諭，尊崇經術、搗毀邪淫，士子與百姓都受其惠，萬曆十一年（1583年）中會試副榜，授項城縣學教授，不久父亲去世丁忧归。後轉任鉅野知縣，以母喪守制。十四年（1586年）起任儀封知縣，入夏津名宦祠。升安樂州知州，未赴任，辞官歸。
生嘉靖乙酉二月二十四日，卒萬曆二十五年丁酉十二月十二日，春秋七十三。
元配雷氏，生三子：之藩、之垣、之屏。

## 引用
- 梁元《明故奉直大夫安樂州知州樂山薛公墓誌銘》

1. 1 2  乾隆《韓城縣志·卷五》：（嘉靖）三十七年（舉人） ……薛同術 歷教諭、知縣、知州
2. ↑  《大慈恩寺志·卷十四·雁塔题名（一）》：《明戊午鄉試敘齒題名記》……薛同術　韓城縣人第六十名
3. ↑  民國《儀封縣志·卷七·官師志》：薛同術 字樂山，陝西韓城人，舉人，萬厯十四年任事
4. ↑  乾隆《夏津縣志·卷六·官守志》：薛同術，陝西韓城舉人，萬厯八年任本縣教諭，中癸未副榜進士，崇經術、闢邪淫，士子沾恩、百姓蒙惠，陞鉅野知縣，入本縣名宦，建生祠，見儒學題名碑。